# Hoodoo River
Hoodoo River är ett vattendrag i Kanada.   Det ligger i provinsen British Columbia, i den västra delen av landet, 4 000 km väster om huvudstaden Ottawa.
Trakten runt Hoodoo River är permanent täckt av is och snö. Trakten runt Hoodoo River är nära nog obefolkad, med mindre än två invånare per kvadratkilometer.